# Komisja Gospodarki i Rozwoju

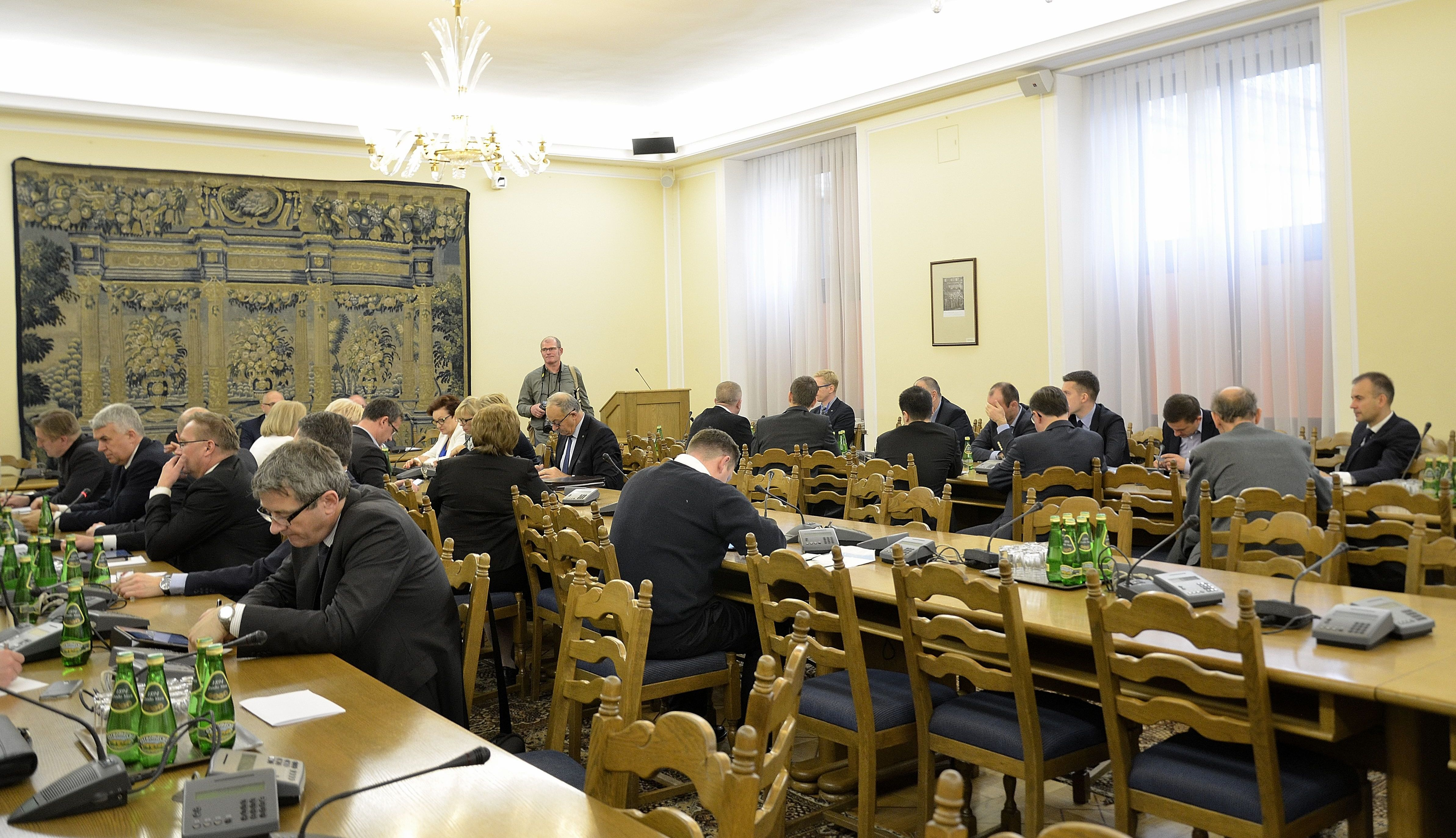
Posiedzenie Komisji Gospodarki i Rozwoju (2015)

Komisja Gospodarki i Rozwoju (skrót: GOR) – jest stałą komisją sejmową, Do zakresu działania Komisji należą sprawy polityki gospodarczej, restrukturyzacji gospodarki, efektywności przemysłu, handlu międzynarodowego i wewnętrznego, technologii, normalizacji, inwestycji bezpośrednich i udziału kapitału zagranicznego, a także samorządu pracowniczego, gospodarczego i pracodawców. Komisja została po raz pierwszy utworzona 16 listopada 2015 roku, następnie również 13 listopada 2019 roku. Tego samego dnia wybrano jej skład. W sejmie VI kadencji funkcjonowała Komisja Gospodarki.
W skład komisji wchodzi 39 posłów.

## Prezydium KomisjiSejmu X kadencji
- Rafal Komarewicz (PL2050-TD) – przewodniczący,
- Michał Jaros (KO) – zastępca przewodniczącego,
- Arkadiusz Sikora (KO) – zastępca przewodniczącego,
- Magdalena Sroka (PSL-TD) – zastępca przewodniczącego,
- Małgorzata Wassermann (PiS) – zastępca przewodniczącego.

### Podkomisje
- Podkomisja stała do spraw przedsiębiorczości (GOR01S)[2]
  - przewodnicząca – Izabela Bodnar (PL2050-TD)
- Podkomisja stała do spraw rozwoju gospodarczego (GOR02S)[3]
  - przewodniczący – Wojciech Zubowski (PiS)
- Podkomisja stała do spraw innowacyjności i konkurencyjności gospodarki (GOR03S)[4]
  - przewodnicząca – Weronika Smarduch (KO)
- Podkomisja nadzwyczajna do rozpatrzenia obywatelskiego projektu ustawy o zmianie ustaw w celu wsparcia odbiorców energii elektrycznej, paliw gazowych i ciepła oraz niektórych innych ustaw (GOR02N)[5]
  - przewodniczący – Artur Gierada (KO)
- Podkomisja nadzwyczajna do rozpatrzenia rządowego projektu ustawy o zapewnianiu spełniania wymagań dostępności niektórych produktów i usług przez podmioty gospodarcze (GOR01N)[6][7]
  - przewodnicząca – Katarzyna Kierzek-Koperska (KO)

## Prezydium KomisjiSejmu IX kadencji
- Krzysztof Tchórzewski (PiS) – przewodniczący,
- Maria Małgorzata Janyska (KO) – zastępca przewodniczącego,
- Leonard Krasulski (PiS) – zastępca przewodniczącego,
- Ewa Malik (PiS) – zastępca przewodniczącego,
- Mirosława Nykiel (PO) – zastępca przewodniczącego,
- Wojciech Zubowski (PiS) – zastępca przewodniczącego.